# Vanessa Duriès
Vanessa Duriès, pseudonimo di Katia Ould-Lamara (Versailles, 7 febbraio 1972 – Savasse, 13 dicembre 1993), è stata una scrittrice francese.
È autrice di un racconto a tema sadomasochista pubblicato nel 1993, Il legame (Le Lien), una confessione romanzata della propria esperienza di sottomissione volontaria, per amore, al suo amante e “Maestro”, e che è stato paragonato, per contenuti e impatto culturale, al celeberrimo Histoire d'O di Pauline Réage. Grazie alla concomitanza della sua morte prematura e della sua straordinaria personalità, Vanessa Duriès ha acquisito negli anni lo status di icona negli ambienti BDSM. I suoi romanzi sono stati tradotti in giapponese, inglese, italiano, olandese e spagnolo.

## Biografia
Figlia di un padre di origine algerina e di una madre francese, originaria del dipartimento francese di Lot e Garonna, Katia Ould-Lamara adotta il soprannome composto dal nome Vanessa, in omaggio a Vanessa Paradis di cui è ammiratrice, e il cognome di Duriès, che trova nell'elenco telefonico.
La pubblicazione del suo romanzo Il legame (Le Lien) con le allora giovani Éditions Spengler, suscita reazioni in tutta la Francia, a causa della giovinezza e alla presunta innocenza della sua autrice. Il legame narra la storia, in parte autobiografica, di un'iniziazione alle pratiche BDSM da parte della protagonista, Laika, una giovane studentessa che descrive lucidamente le prove sopportate durante la sua vita da schiava, durante tutta la sua relazione romantica con il suo padrone, Rock. Fornisce inoltre una panoramica degli effetti devastanti della rivelazione del suo orientamento sessuale e delle sue pratiche sui suoi rapporti con i genitori, scandalizzati dalla pubblicazione del romanzo.
Dopo la pubblicazione del romanzo, Vanessa Duriès appare in varie trasmissioni televisive, tra cui il programma di Bernard Pivot, Bouillon de culture, quello di Michel Field, Le Cercle de minuit, e quello di Guillaume Durand, Durand la nuit. A seguito del successo del suo romanzo, inoltre, Vanessa Duriès compare nel numero del marzo 1993 dell'edizione francese della rivista erotica Penthouse, che pubblica una sua intervista e una sessione di fotografie in bianco e nero in cui Vanessa si fa fotografare completamente nuda, nei panni della schiava sessuale. Nell'intervista, tra le altre cose, dichiara che: "Non leggo la mano. Non faccio previsioni per il futuro. Un proverbio dice che per amare bene il tuo prescelto, devi amarlo come se dovesse morire domani".
Vanessa Duriès muore in un incidente stradale il 13 dicembre 1993 lungo l'Autoroute A7, nei pressi di Savasse. L'incidente provocò altri tre morti: lo scrittore Jean-Pierre Imbrohoris, conosciuto con il nom de plume di Joy Laurey, che guidava il veicolo; la sua compagna Nathalie Perreau, pseudonimo di Sophie Viellard, e il loro figlio di tre anni Alexandre. Vanessa Duriès è sepolta nel villaggio natale della madre.
Prima della morte, Vanessa Duriès stava lavorando al suo secondo romanzo, L'Étudiante (lett. "La studentessa"), i cui primi cinque capitoli del manoscritto sono stati ritrovati tra i resti della Mercedes di Jean-Pierre Imbrohoris. Il romanzo incompiuto è stato pubblicato nel 2007 dalle Éditions Blanche.

## Opere

### Edizioni in francese
- Le Lien
  - (FR) Le Lien, Éditions Spengler, 1993, ISBN 2909997030.
  - (FR) Le Lien, J'ai Lu, 1994, ISBN 2277236780.
  - (FR) Le Lien, Éditions Blanche, 2001, ISBN 2911621867.
  - (FR) Le Lien, La Musardine, 2020, ISBN 9782364905870.
- L'Étudiante
  - (FR) L'Étudiante, Éditions Blanche, 2007, ISBN 2846281599.
  - (FR) L'Étudiante, J'ai Lu, 2008, ISBN 9782290006177.

### Traduzioni in italiano
- Il legame (Le Lien)
  -  Il legame, traduzione di Lorenzo Truzzi, Roma, Aliberti Editore, 2009, ISBN 978-88-7424-530-7.